# Rifle Fayetteville
O Rifle Fayetteville ("Fayetteville Rifled Musket") era um mosquete estriado de duas cintas produzido no calibre .58" desde o início de 1862 no Fayetteville Arsenal, na cidade de Fayetteville, Carolina do Norte, até a captura e destruição desse arsenal pelas forças da União comandadas pelo General W. T. Sherman em 11 de março de 1865.
O maquinário que produziu essas armas foi principalmente aquele capturado no Arsenal Harpers Ferry em Harpers Ferry, Virgínia Ocidental, que foi anteriormente usado para produzir o Springfield Model 1855 (de três cintas).
Nota: o termo em inglês "Rifled-Musket" aqui, se refere ao fato do projeto desse mosquete já prever o estriamento ("rifling" em inglês) do cano, portanto ele já saía da fábrica com o cano estriado. Não tendo nada a ver a denominação, com o porte ou dimensões desse modelo, que por acaso era mais curto que o modelo que lhe serviu de base.

## Histórico
O Fayetteville Rifled Musket foi produzido no calibre .58" desde o início de 1862 até a captura e destruição do Fayetteville Arsenal pelas forças da União comandadas pelo General W. T. Sherman em 11 de março de 1865.
Com a captura do Arsenal Nacional em Harpers Ferry, na Virgínia Ocidental pelas tropas estaduais da Virgínia em 18 de abril de 1861, a Confederação obteve os maquinários para a produção de armas, bem como um grande suprimento de peças acabadas e parcialmente acabadas para a montagem delas, além de grande quantidade de matérias-primas. Esse suprimento foi enviado inicialmente para Richmond, e a maior parte do maquinário permitiu o estabelecimento do "Richmond Armory". Foi decidido enviar o maquinário da "Harpers Ferry Rifle Works" para Fayetteville para estabelecer uma fábrica de rifles naquele local. Fayetteville recebeu apenas aquele maquinário específico para a fabricação de rifles. As máquinas que eram úteis para a produção de rifles e mosquetes estriados foram retidas em Richmond. Isso significava que Fayetteville dependia inicialmente de Richmond para o fornecimento dos mecanismos de ação, uma vez que não recebeu maquinário para fabricá-los. Quando o maquinário chegou a Fayetteville e foi montado próximo ao final de 1861, o arsenal começou a produção de rifles baseados no Springfield M-1855, mas sem o sistema de espoleta de fita Maynard, que ficaram conhecidos como "Fayetteville Type I" ou "High Hump Fayetteville". O que distinguia de forma mais evidente o "Fayetteville" do "Springfield M1855", eram: seu comprimento menor, e por consequência o uso de apenas duas cintas metálicas para prender o cano, em vez das três do Springfield; a coronha com uma curva superior mais acentuada e o mecanismo de ação que tinha um formato bem peculiar com o cão em forma de "S" bem acentuado.
Em 1862, o Fayetteville Arsenal iniciou a produção do "Fayetteville Type II", com mecanismo de ação mais estreito, semelhante ao do Richmond Type II. Nessa época, o clássico cão em forma de "S" do Fayetteville também surgiu, e seria usado durante o resto da produção de Fayetteville. A dependência de Richmond para as peças necessárias para produzir os mecanismos de ação, impediu Fayetteville de maximizar seus esforços de produção, e parece que no final do verão ou início do outono de 1862, o arsenal foi finalmente capaz de produzir seus próprios mecanismos de ação.
Em fevereiro de 1862, o Fayetteville Observer, ao descrever o início da fabricação de armas no arsenal, relatou:

Há poucos dias, foi-nos mostrado um de vários rifles fornecidos no C. S. Armory aqui. É muito parecido com a aparência geral, como o rifle dos EUA por alguns anos feito em Harper’s Ferry e em Springfield, Massachusetts; mas para certas melhorias, em matéria de baioneta de espada, primer Maynard e perfeição de acabamento em todas as partes, deve ser declarado muito superior. Os pontos turísticos traseiros são definidos para 800 e 500 jardas. Ao todo, pensamos que é o mais belo espécime de armas pequenas, rifle ou mosquete que já vimos - refletindo o maior crédito de todos os envolvidos com sua fabricação.

No segundo semestre de 1862, o arsenal foi finalmente capaz de produzir seus mecanismos de ação. Estes tinham um formato convencional sem o perfil "corcunda" (originário do ferramental do Springfield 1855 que usava a espoleta Maynard). Essa nova versão foi chamada de "Fayetteville Type III". A produção de Fayetteville passou de cerca de 100 rifles por mês para cerca de 300, com o objetivo de chegar a 500 rifles por mês. Esse aumento de produção, gerou um outro problema: a falta de canos. Até aquele momento, Fayetteville contava com canos (acabados e inacabados) capturados em Harpers Ferry e canos adicionais fabricados em Richmond e enviados para Fayetteville em estado bruto para acabamento.
Com o estoque de canos esgotado e como Richmond não foi capaz de fornecer canos brutos com regularidade, o arsenal se tornou incapaz de entregar rifles completos no outono de 1863. Em janeiro de 1864, Richmond reiniciou a entrega de canos brutos, e a produção foi retomada durante aquele mês. Em 14 de janeiro de 1864, o Gabinete do Adjutor e Inspetor Geral da Confederação emitiu a Ordem Geral nº 6, que suspendeu a fabricação de sabres/baioneta na Confederação. Isso resultou no último modelo desse rifle, o "Fayetteville Type IV", com encaixes de baionetas adaptados para as convencionais, porém, devido à falta de aço disponível, a produção de baionetas de encaixe não começou em Fayetteville até fevereiro ou março de 1864. O arsenal continuou a produzir o "Fayetteville Type IV" até que as tropas do General Sherman capturaram o arsenal no início de março de 1865. Durante o tempo em que o arsenal estava produzindo rifles, algo entre 8.600 e 8.900 das armas de todos os quatro padrões foram produzidos, dos quais pelo menos metade parece ter sido o rifle "Type IV".
Como a maioria dos arsenais confederados, as mudanças nos padrões e recursos dos rifles Fayetteville geralmente eram forçadas pela falta de matéria-prima ou para economizar tempo e dinheiro. Variantes transitórias e não padronizadas eram produzidas de tempos em tempos, conforme os suprimentos de peças mais antigas se esgotavam e as peças canibalizadas eram reutilizadas. Se Fayetteville tivesse sido bem abastecido durante o tempo em que estava em operação, sua produção teria sido entre 50% e 100% maior do que foi.
Os rifles Fayetteville são raros e colecionáveis; exemplares regulares custam em média US$ 10.000,00 podendo chegar a mais de US$ 50.000,00 para exemplares extremamente raros.